# 박찬영 (작가)
박찬영은 대한민국의 텔레비전 드라마 작가이다.

## 드라마
- 2019년 DRAMAX & MBN 미니시리즈 《최고의 치킨》 ... 공동집필
- 2025년 SBS 드라마 《오늘부터 인간입니다만》 ... 공동집필